# Blossbogen
Der Blossbogen ist eine Form eines Übergangsbogens, der im Gleisbau verwendet wird, z. B. bei der Deutschen Bahn AG. Er stellt eine Alternative zur Klothoide dar. Der Krümmungsverlauf ist eindeutig definiert durch das kubische Polynom, welches tangential von einer Krümmung in die andere übergeht.
Die Krümmung {\displaystyle k} zwischen Übergangsbogen-Anfang (ÜA) mit der Krümmung Null und Übergangsbogen-Ende (ÜE) mit der Krümmung des anschließenden Radius’ ist definiert als:
{\displaystyle {\begin{aligned}k(l)&={\frac {3}{R\cdot L^{2}}}\cdot l^{2}-{\frac {2}{R\cdot L^{3}}}\cdot l^{3}\\&=\left(3-2{\frac {l}{L}}\right)\cdot \left({\frac {l}{L}}\right)^{2}\cdot {\frac {1}{R}}\end{aligned}}}
wobei
- {\displaystyle R=} Radius des Anschlusskreisbogens
- {\displaystyle L=} Gesamtlänge des Übergangsbogens
- {\displaystyle l=} Zwischenlänge des Übergangsbogenabschnitts, betrachtet von ÜA.

Wertetabelle:
| Stelle                | {\displaystyle l}               | {\displaystyle k}                              | Anmerkung                                                                           |
| --------------------- | ------------------------------- | ---------------------------------------------- | ----------------------------------------------------------------------------------- |
| Übergangsbogen-Anfang | {\displaystyle 0}               | {\displaystyle 0}                              |                                                                                     |
|                       | {\displaystyle {\frac {1}{4}}L} | {\displaystyle {\frac {5}{32}}{\frac {1}{R}}}  | d. h. {\displaystyle k<{\frac {1}{4}}{\frac {1}{R}}={\frac {8}{32}}{\frac {1}{R}}}  |
|                       | {\displaystyle {\frac {1}{2}}L} | {\displaystyle {\frac {1}{2}}{\frac {1}{R}}}   |                                                                                     |
|                       | {\displaystyle {\frac {3}{4}}L} | {\displaystyle {\frac {27}{32}}{\frac {1}{R}}} | d. h. {\displaystyle k>{\frac {3}{4}}{\frac {1}{R}}={\frac {24}{32}}{\frac {1}{R}}} |
| Übergangsbogen-Ende   | {\displaystyle L}               | {\displaystyle {\frac {1}{R}}}                 |                                                                                     |